# 卡门·利纳雷斯
卡门·帕切科·罗德里格斯（西班牙語：Carmen Pacheco Rodríguez，1951年2月25日—），艺名卡门·利纳雷斯（Carmen Linares），西班牙弗拉明戈歌手。

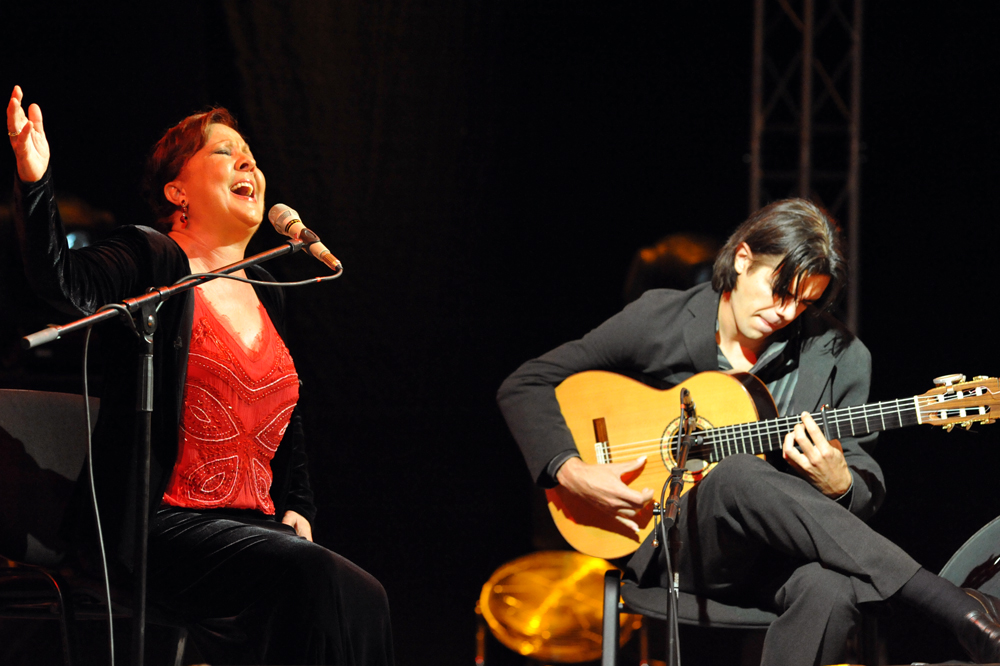
2011年9月在华沙文化节

## 生平
1951年生于哈恩省利纳雷斯。1965年随家人搬至马德里。1970年录制了第一张唱片。2001年获得西班牙文化部颁发的国家音乐奖。2022年获得阿斯图里亚斯亲王奖艺术奖。